# Блажей, Арефа Константинович
Арефа Константинович Блажей (иногда — Ареф) (1902—1978) — советский военачальник, генерал-лейтенант, участник Великой Отечественной войны, начальник штаба 37-й армии.

## Биография
Арефа Константинович родился в Старой Ушице в 1902 году. Начинает службу в РККА с 1924 года и служит по 1926 год. После непродолжительного перерыва, в 1932 году, возвращается в ряды РККА. Член ВКП(б) с 1939 года.

### Боевой путь
В Великой Отечественной войне Арефа Блажей участвовал с 22 июня 1941 года, являясь к этому времени в звании майора старшим помощником начальника оперативного отдела штаба 26-й армии.
В первый день войны передал командиру 8-го механизированного корпуса генерал-лейтенанту Д. И. Рябышеву приказ командующего Юго-Западным фронтом М. П. Кирпоноса совершить 120-километровый ночной марш в район Львова для перехода в распоряжение командующего 6-й армией И. Н. Музыченко.
Участник боёв 26-й армии в ходе её отступления и попадания в окружение; вечером 25 сентября 1941 года передал командующему генерал-лейтенанту Ф. Я. Костенко данные о прорыве немецких войск на окраину Оржицы, после чего Костенко с офицерами штаба принял решение немедленно идти на прорыв.
Сам Блажей выходил из окружения, собрав и возглавив группу из 23 бойцов и командиров; присоединившись к 47-й кавалерийской дивизии генерал-майора Сидельникова, вступил в должность начальника её штаба и совместно с ним вывел дивизию из окружения, включая 96 раненых и материальную часть. По выходе из окружения, в октябре 1941 года, назначен начальником оперативного отделения оперативного отдела штаба 37-й армии.
В июле 1943 года полковник Блажей был назначен начальником штаба 37-й армии и занимал эту должность до конца войны; 3 июня 1944 года присвоено звание генерал-майора.
После окончания войны продолжает службу в Советской Армии ВС СССР. 11 мая 1949 года Арефе Константиновичу присвоено звание генерал-лейтенант.
Арефа Блажей ушёл из жизни в июне 1978 года.

## Награды
- два ордена Ленина;
- три ордена Красного Знамени (в т.ч. 19.04.1943, 20.12.1943);
- орден Кутузова 2-й степени (13.09.1944);
- орден Богдана Хмельницкого 2-й степени (19.03.1944);
- два ордена Красной Звезды (в т. ч. 22.02.1942);
- медали, иностранные награды.

## Сочинения
- В армейском штабе / А. К. Блажей [Текст] [Лит. ред. Н. Бакаева] — М.: Воениздат, 1967. – 256 с., 3 л. ил.
- Так ковалась победа [Лит. обработка Р. Гордина] / В боях за Молдавию. 1941—1944 / Сост. П. И. Дьяков, И. Т. Григорьев — Кишинёв, 1964. — С. 241-268.
- Управление войсками в армейской наступательной операции // Военно-исторический журнал. — М., 1966. — № 4. — С. 73-85.
- Крепче стали // Военно-исторический журнал. — М., 1967. — № 8. — С. 63-68.